# Juan Fernando Fonseca
Juan Fernando Fonseca, artiestennaam Fonseca (Bogota, 29 mei 1979) is een Colombiaans zanger.

## Discografie
Fonseca's muziekstijl is te omschrijven als latin, maar er zitten ook vallenato-invloeden in. Vallenato is een traditionele folksmuziek van Colombia.

### Fonseca
Het eerste album is vernoemd naar z'n artiestennaam, Fonseca. Dit album is uitgekomen in 2002.
01 Sueño 

02 Noche de Carnaval 

03 Arrepentida 

04 Confiésame 

05 Magangué 

06 La Misma Nota 

07 Melancolía de Ayer 

08 Con Una Botella 

09 Lina 

10 No Sé Si Pueda 

11 Túnel Irracional 

12 Noche de Carnaval (Bonus)

### Corazón
Het tweede album heet Corazón, dat Spaans is voor 'hart'. Dit album is uitgebracht in 2005.
01 Hace Tiempo

02 Cómo Me Mira

03 Corazón

04 Sigo Aquí Cantando

05 Te Mando Flores

06 Lagartija Azul

07 La Casa

08 Mercedes

09 Idilio (met Sultana)

10 Vengo A Hablar

11 Te Mando Flores (Akoestische versie)

12 Cómo Me Mira (Akoestische versie)

13 Hace Tiempo (Akoestische versie)